# 君の笑顔を見ると嬉しくなる 君の涙を見ると切なくなる
「君の笑顔を見ると嬉しくなる 君の涙を見ると切なくなる」（きみのえがおをみるとうれしくなる きみのなみだをみるとせつなくなる）は高岡亜衣の4枚目のシングル。

## 概要
- 自身の楽曲の中では一番長いタイトル。日本テレビ系「ザ・サンデー」8月・9月度エンディングテーマで、1枚目のアルバム『Sunny』先行シングル。

## 批評
CDジャーナルは「長いタイトルは難点だが、ゆったりとしたリズムは夏の疲れを癒してくれる」と評した。

## 収録曲
1. 君の笑顔を見ると嬉しくなる 君の涙を見ると切なくなる
作詞･作曲:高岡亜衣 編曲:岡本仁志
2. Sun×2 キラめく Summer Boy
作詞:高岡亜衣 作曲:輝門 編曲:豊田稔
3. なんだかんだ幸せ
作詞･作曲:高岡亜衣 編曲:大橋雅人
4. 君の笑顔を見ると嬉しくなる 君の涙を見ると切なくなる(inst.)
作曲:高岡亜衣 編曲:岡本仁志

## 参加ミュージシャン
- 岡本仁志(GARNET CROW) - ギター
- 寺島良一 - ギター、ディレクター
- 大橋雅人 - ベース